# Улахан-Чистайский национальный наслег
Улахан-Чистайский национальный наслег — сельское поселение в Момском районе Якутии Российской Федерации.
Административный центр — село Сасыр.

## История
Статус и границы сельского поселения установлены Законом Республики Саха (Якутия) от 30 ноября 2004 года N 173-З N 353-III «Об установлении границ и о наделении статусом городского и сельского поселений муниципальных образований Республики Саха (Якутия)».
Улахан-Чистайский национальный наслег является одним из самых труднодоступных и отдалённых наслегов Республики Саха (Якутия), сложнейшая транспортная схема. Центром Улахан-Чистайского национального наслега является село Сасыр. Удалённость от столицы г. Якутска – более 1200 км, расстояние до районного центра с.Хонуу - 450 км.
Улахан-Чистайский национальный наслег является местом компактного проживания коренных малочисленных народов Севера – эвенов. Сельское хозяйство является основой жизнедеятельности наслега. Развито оленеводство, скотоводство, коневодство. Улахан-Чистайский национальный наслег является одним из наслегов Республики Саха (Якутия) с наиболее развитым сельским хозяйством, в наслеге насчитывается более 9 тысяч голов оленей и более 800 голов лошадей.

## Население
| 2002 | 2010 | 2011 | 2012 | 2013 | 2014 | 2015 |
| ---- | ---- | ---- | ---- | ---- | ---- | ---- |
| 772  | ↘713 | →713 | ↘706 | ↘697 | ↘687 | ↘683 |
| 2016 | 2017 | 2018 | 2019 | 2020 | 2021 |      |
| ↘665 | ↗670 | ↘666 | ↘658 | ↘656 | ↗687 |      |

## Состав сельского поселения
| № | Населённый пункт | Тип населённого пункта       | Население |
| - | ---------------- | ---------------------------- | --------- |
| 1 | Сасыр            | село, административный центр | ↗687      |